# Diamant tricolor
El diamant tricolor (Erythrura tricolor) és un ocell de la família dels estríldids (Estrildidae).

## Hàbitat i distribució
Habita els boscos de les terres baixes a les Illes Petites de la Sonda, a Timor, Wetar, Romang, Damar i Babar. Illes Tanimbar.